# Olympe de Gouges

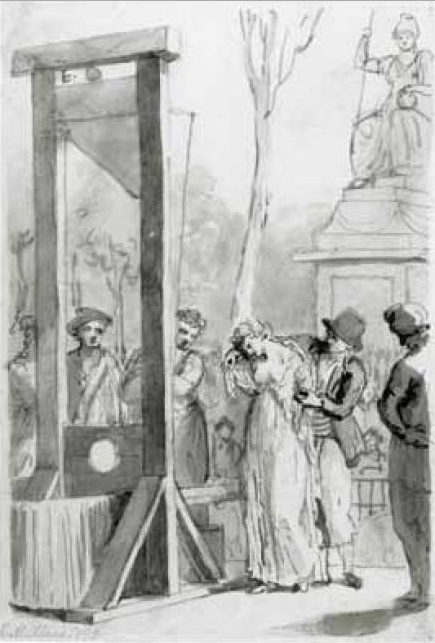
Avrättningen av Olympe de Gouges

Olympe de Gouges, ursprungligen Marie Gouze, född 7 maj 1748 i Montauban, död genom avrättning 3 november 1793, var en fransk revolutionär. Hon var politisk aktivist, feminist, författare och dramatiker. Hon är författaren till Deklarationen om kvinnans och medborgarinnans rättigheter (1791).  De Gouges var en företrädare för kvinnors, slavars och utomäktenskapliga barns rättigheter, och argumenterade för en sorts välfärdsstat och fördelningspolitik med hjälp av skatter.

## Bakgrund
Olympe de Gouges far var slaktare och hennes mor var dotter till en klädeshandlare. Hon trodde sig ha orsak att tro att hennes biologiske far var Jean-Jacques Lefranc, markis de Pompignan, men han förnekade faderskapet. Hennes första språk var occitanska. År 1765 ingick Gouges mot sin vilja ett arrangerat äktenskap med servitören Louis Aubry, som dog ett år senare. Hon flyttade 1770 med sin son Pierre till Paris, där hon tog sig namnet Olympe de Gouges . 
I Paris inledde hon en relation med den förmögne Jacques Biétrix de Rozières och presenterades för huvudstadens kända intellektuella. Hon blev bekant med bland andra Frederic-Cesar de La Harpe, Louis-Sébastien Mercier, Nicolas Chamfort, Jacques Pierre Brissot och Nicolas de Condorcet och besökte ofta Madame de Montessons salong. 
Från 1784 arbetade hon som pjäsförfattare med pjäser uppförda på nationalteatern Comédie Française. En av hennes första pjäser var den kontroversiella Zamore et Mirza, ou l'heureux naufrage (Zamore och Mirza eller Det lyckosamma skeppsbrottet), som skrevs i början av 1780-talet. Den tog starkt ställning mot slaveriet och beskrev slavarna som upproriska och frihetslängtande. Det dröjde till revolutionsåret 1789 innan pjäsen uppfördes, och efter en tumultartad premiär, flera hotbrev och en kritikerstorm i pressen lades pjäsen ned redan efter tre föreställningar. De Gouges publicerade också ämnen där hon debatterade för skilsmässa och sex utanför äktenskapet. Hennes förslag om progressiv skatt antogs av Nationalförsamlingen. 

## Politisk aktivism
De Gouges stödde den franska revolutionen 1789, men blev frustrerad då de mänskliga rättigheterna inte tycktes omfatta båda könen. Hon var från 1791 medlem av Cercle Social, en sammanslutning med målet att kvinnor skulle ha samma politiska och juridiska rättigheter som män. Gruppen sammanträdde ofta hos den välkända feministen Sophie de Condorcet. Det var under ett sådant sammanträde som Olympe de Gouges yttrade den senare berömda repliken: "En kvinna har rätt att bestiga schavotten. Hon måste få samma rätt att bestiga talarstolen." Som en protest mot att kvinnorna inte inkluderades i tolkningen av den i revolutionsandan skapade Deklarationen om människans och medborgarens rättigheter författade hon Deklarationen om kvinnans och medborgarinnans rättigheter (1791), följt av Contrat Social , där hon propagerade för jämställdhet inom äktenskapet. 
De Gouges ville att såväl kvinnors som mäns rättigheter skulle baseras på naturen och förnuftet. Hon kräver politiska och medborgerliga rättigheter, att kvinnor skulle få rätt att utöva yrken och ämbeten som förbehållits männen, däribland advokat och ambassadör. Hon ansåg också det skulle vara legitimt att ostraffat få barn utanför äktenskapet. Kvinnans rättigheter och skyldigheter skulle vara likadana som de som tillföll mannen.
De Gouges skickade deklarationen och sina texter till Nationalförsamlingen, till tidskrifter och till politiska sammanslutningar. Men det blev ingen debatt. Punkten om kvinnans lika rätt skrevs aldrig upp på dagordningen och debatten försvann helt under jakobinernas framväxande skräckvälde.
Hon engagerade sig i flera ämnen som hon betraktade som orättvisa, bland annat slaveriet och utomäktenskapliga barns rättigheter, och hon protesterade också mot avrättningen av den före detta monarken Ludvig XVI. Hennes skäl var hennes motstånd mot dödsstraff samt hennes övertygelse att en maktlös monark var bättre än en exilmonarki i utlandet. Hennes motstånd mot avrättningen av den före detta monarken gjorde henne impopulär bland de mer extremistiska revolutionsanhängarna. 
Då revolutionen urartade blev hon mer och mer kritisk i sina politiska pamfletter. Den 2 juni 1793 arresterades och avsattes hennes sympati-parti girondisterna av jakobinerna. 
Olympe de Gouges tillhörde inte något parti: "Je ne suis d'aucun parti, j'ignore s'il en existe quelqu'un véritablement" ("Jag tillhör inte något parti, tror inte något sådant parti skulle stå att finna"; ur skriften "Remarques patriotiques"). Hon var en av de få – och den enda kvinnan – som offentligt opponerade sig mot terrorväldets avrättningar. 

## Arrestering och avrättning
Olympe de Gouges publicerade 1793 Les trois urnes, ou le salut de la Patrie, par un voyageur aérien. Hon jämförde här tre statsskick: republik, en federalistisk regering och en konstitutionell monarki med varandra, vilket ledde till att hon arresterades. 
De Gouges satt i fängelse i tre månader utan advokat, och tvingades försvara sig själv. Hon publicerade under fängelsetiden Olympe de Gouges au tribunal révolutionnaire, där hon beskrev förhören, och Une patriote persécutée, där hon fördömde terrorn. Olympe de Gouges dömdes till döden 2 november 1793 och avrättades med giljotin nästa dag.
Avrättningen markerar början på en politisk motreaktion mot kvinnor. 1795 bannlystes de från nationalförsamlingen. De befalldes att stanna hemma och sluta ha egna åsikter. Det fortsatte under Napoleon som instiftade lagen Code Napoléon, som var hårdare än något de franska kvinnorna upplevt under de gångna 20 åren. 1804 var kvinnorna maktlösa, kanske om möjligt än mer maktlösa än kvinnorna som marscherade mot Versailles 1789. Fäder och makar fick ultimata makten över sina döttrar och hustrur. Deras liv utformades utifrån Code Napoléon fram till mitten av 1900-talet. Först 1946 fick de franska kvinnorna rösträtt. Från 1966 tilläts kvinnor arbeta utan makens tillåtelse.